# Літні Дефлімпійські ігри 1965
X Міжнародні ігри глухих відбулися у місті Вашингтоні, столиці Сполучених Штатів Америки. Ігри проводилися з 27 червня до 3 липня 1965 року, участь у них взяли 687 спортсменів з 27 країн.

## Види спорту
Програма X Міжнародних ігор глухих включала 11 спортивних дисциплін (9 із яких індивідуальні, 2 — командні).

### Індивідуальні
| - Легка атлетика - Велоспорт - Вільна боротьба |  | - Греко-римська боротьба - Плавання - Стрибки у воду |  | - Теніс - Настільний теніс - Кульова стрілянина |

### Командні
| - Баскетбол - Футбол |

## Країни-учасниці
У X Міжнародних ігор глухих взяли участь спортсмени з 27 держав  :
| - Австралія - Австрія - Аргентина - Бельгія - Велика Британія - Угорщина |  | - Німеччина - Греція - Данія - Ізраїль - Індія - Іран |  | - Італія - Канада - Нідерланди - Нова Зеландія - Норвегія - Польща |  | - Румунія - СРСР - США - Швейцарія - Швеція - Фінляндія |  | - Франція - Югославія - Японія |